# Tierra Verde
Tierra Verde – jednostka osadnicza w Stanach Zjednoczonych, w stanie Floryda, w hrabstwie Pinellas, nad Zatoką Meksykańską.